# سرآسیاب یوسفی
سرآسیاب یوسفی، شهری در بخش سرآسیاب یوسفی شهرستان بهمئی در استان کهگیلویه و بویراحمد ایران است. این شهر، مرکز بخش سرآسیاب یوسفی است.

## جمعیت
بر پایه سرشماری عمومی نفوس و مسکن در سال ۱۳۹۵، جمعیت شهر سرآسیاب یوسفی برابر با ۹۸۴ نفر (۲۷۴ خانوار) بوده است.